# Fustignac
Fustignac är en kommun i departementet Haute-Garonne i regionen Occitanien i södra Frankrike. Kommunen ligger i kantonen Le Fousseret som tillhör arrondissementet Muret. År 2022 hade Fustignac 71 invånare.

## Befolkningsutveckling
Antalet invånare i kommunen Fustignac
Referens:INSEE